# Ronald Reagan Ballistic Missile Defense Test Site

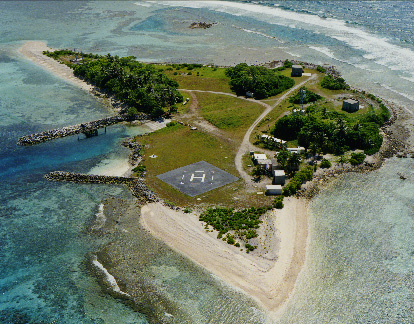
Kwajalein Missile Range: pole startowe na wyspie Omelek

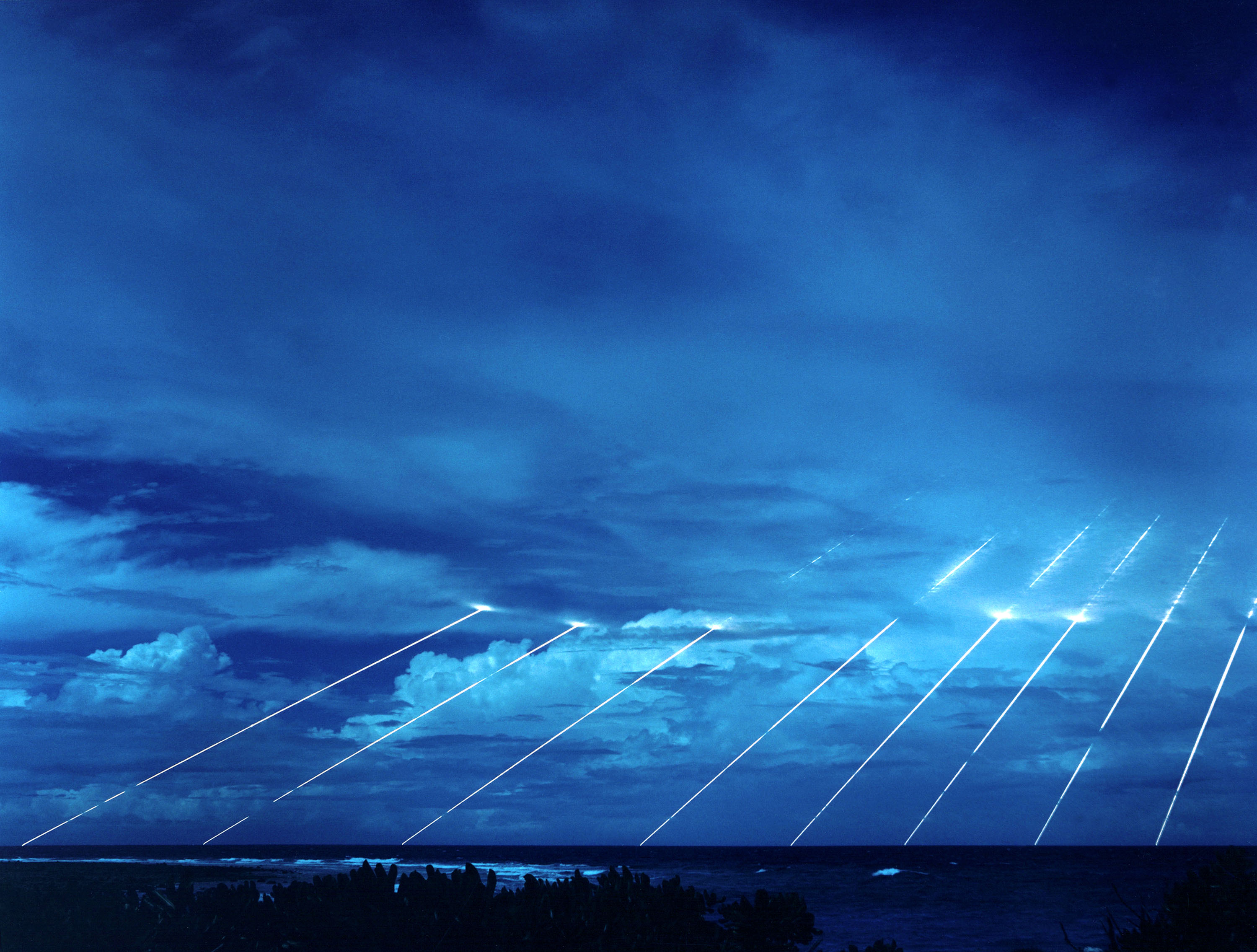
LGM-118A Peacekeeper testowany na Atolu Kwajalein

Ronald Reagan Ballistic Missile Defense Test Site (RTS) poligon testowy Armii Stanów Zjednoczonych położony na obszarze należącej do US Army części Atolu Kwajalein – US Army Kwajalein Atoll (USAKA) – na Wyspach Marshalla. Znajdujące się na obszarze USAKA instalacje radarowe, telemetryczne i meteorologiczne wspomagają testy zarówno ofensywnych, jak i defensywnych broni rakietowych – rakietowych pocisków balistycznych oraz antybalistycznych.